# Père avant l'heure
Pour plus de détails, voir Fiche technique et Distribution.
Père avant l'heure (Freshman Father) est un téléfilm dramatique américano-canadien réalisé par Michael Scott, diffusé le 5 juin 2010 sur Hallmark Channel. Il est inspiré d'une histoire vraie de John Wand en 1970,.

## Synopsis
Kathy et John forment un jeune couple idéal, uni et très amoureux. Lorsque Kathy apprend qu'elle est enceinte, tous leurs projets semblent remis en question. Ils décident de faire au mieux pour privilégier les études et la carrière de John. Kathy prendra ainsi soin du bébé tandis que John poursuivra son cursus scolaire à l'université d'Harvard. Ils se débrouillent ainsi jusqu'à ce que Kathy abandonne son fils et son mari car cette vie ne lui convient pas, elle retourne chez elle . John se retrouve seul à élever son bébé tout en poursuivant ses études et en travaillant à mi-temps. Il sera aidé par la femme chez qui il loue une chambre, ainsi que ses professeurs.

## Fiche technique
- Titre original : Freshman Father
- Titre français : Père avant l'heure
- Réalisation : Michael Scott
- Scénario : Bill Wells, d'après l'histoire vraie de John Wand[2],[3]
- Direction artistique : Tink
- Décors : Aja Kai Rowley
- Costumes : Carmen Bonzelius
- Photographie : Adam Sliwinski
- Montage : Jason Pielak
- Musique : Michael Neilson
- Production : Harvey Kahn
- Sociétés de production : Freshman Father Productions[4] ; The Hallmark Channel et Front Street Pictures (coproductions)
- Sociétés de distribution : The Hallmark Channel (États-Unis), Thunderbird Films (Canada)
- Pays d'origine : États-Unis et Canada
- Langue originale : anglais
- Format : couleur
- Genre : drame
- Durée : 89 minutes
- Dates de diffusion :
  -  États-Unis : 5 juin 2010 sur Hallmark Channel[4]
  -  France : 14 septembre 2010 sur TF1
  -  Canada : 11 décembre 2010 sur [Laquelle ?]

## Distribution
- Drew Seeley : John Patton
- Britt Irvin (VF : Bénédicte Bosc) : Kathy Patton
- Ryan McDonald : Jake
- Julian Christopher (en) : Professeur Cowell
- Merrilyn Gann : Madame Patton
- Barb Tyson (VF : Martine Irzenski) : Marion Blair
- Anthony Shim : Danny
- Kim Zimmer (VF : Pauline Larrieu) : Doyenne Frost
- Annie Potts : Dorothy Downs
- Peter Hall : Steve Patton
- Austin Rothwell : Chris Patton
- Maureen Patton : Madame Needham
- Jude Butler et Eli Butler : Bébé Adam

 Source et légende : version française (VF) sur RS Doublage et selon le carton du doublage français télévisuel.

## Production
Avec le soutien de la société Freshman Father Productions, l'équipe du tournage tourne toutes scènes à Victoria à la Colombie-Britannique au Canada.
La chanson du générique Best at the Time est interprétée par Drew Seeley qui en est également le coauteur aux côtés de Brandon Christy et Jeannie Lurie.